# Rue Royale (Orléans)
Pour les articles homonymes, voir Rue Royale.
La rue Royale est l'une des principales rues de la ville d'Orléans, remarquable pour ses arcades commerçantes et ses pavillons symétriques datant en partie du XVIIIe siècle. La rue royale relie la place du Martroi et le pont George V. La percée de la rue fut accordée en mars 1752 par Louis XV, à la condition que les façades de la rue soient uniformes. Sous la Révolution française, elle est temporairement rebaptisée rue de l'Égalité. Près de la moitié de ses constructions furent détruites par les bombardements et incendies de juin 1940, avant une restauration après la guerre. Aujourd'hui, la rue est desservie par la ligne A du tramway via la station Royale-Châtelet. 

## Situation et accès
Elle relie la place du Martroi au pont George-V, réalisé à la même période.
Située au cœur du centre-ville sur la rive droite de la Loire, la rue Royale s'étend sur 450 mètres sur un tracé rectiligne permettant de mettre en valeur la perspective du front de Loire, du nouveau pont George-V et débouchant sur la place du Martroi.
Elle est empruntée par la ligne A du tramway entre le pont George-V et la rue du Tabour et desservie par la station Royale-Châtelet. La ligne B du tramway traverse la rue Royale perpendiculairement au niveau de la rue Jeanne-d'Arc.

## Historique
La rue est percée au XVIIIe siècle sous le règne de Louis XV selon les plans de Jean Hupeau. L'ensemble est inscrit aux Monuments historiques en 1928. La rue est à moitié détruite au début de la Seconde Guerre mondiale puis reconstruite à l'identique. Au XXIe siècle, elle constitue l'une des artères commerçantes du centre-ville et est empruntée par le tramway d'Orléans.

### XVIIIesiècle
Daniel-Charles Trudaine, ancien intendant d'Auvergne et conseiller au Parlement, est nommé à la direction des Ponts et Chaussées afin de mettre en place une école d'ingénieurs et pourvoir aux études d'un vaste programme d'aménagement de nombreuses voies de communication et pour la création de nouvelles routes et de nombreux ponts en France.
Parmi les priorités, la construction d'un nouveau pont à Orléans est retenue aux conditions impératives que définirent les dispositions de l'arrêt du 4 janvier 1746, extrait des registres du Conseil d'État : « Attendu l'état de ruine où se trouvait le pont d'Orléans et la nécessité indispensable de le reconstruire, le devis des ouvrages à faire serait incessamment dressé par un Inspecteur Général des Ponts et Chaussées, ledit arrêt portant permission aux Maires et Échevins de faire acquisition de différentes maisons dont on aurait besoin pour ouvrir une rue à l'entrée du Pont à reconstruire, comme aussi d'emprunter les sommes nécessaires pour payer le montant des ouvrages et le prix des acquisitions, prorogeant encore à cet effet la perception du doublement entier de l'octroi, lequel continuerait d'être perçu pendant quinze années à compter du 1er janvier 1755, au profit de ladite Ville d'Orléans, tant pour acquitter le montant de l'adjudication ci-dessus ordonnée et le prix des maisons à acquérir pour l'ouverture de ladite rue, qu'au payement des intérêts ».
En 1747, l'ingénieur et architecte français Jean-Rodolphe Perronet, premier directeur de l'École nationale des ponts et chaussées, vient sur place avec ses techniciens. Les travaux du pont commencent en 1751 sous la direction de l'ingénieur français Robert Soyer. La première pierre est posée le 8 septembre 1751 à la culée du côté de la cité.
Concernant la rue Royale, un arrêt du Conseil d’État du 21 mars 1752 autorise la Ville d'Orléans « à payer aux propriétaires les maisons qui seront démolies en tout ou partie pour former la rue qui ira de la place du Martroi au nouveau pont ; à acquérir les terrains où celle-ci devait être établie ; à en construire elle-même les façades qui resteraient quelque temps sans rien derrière ».
Par lettre du 7 mai 1752 à Charles-Amable-Honoré Barentin, intendant de la Généralité d'Orléans, Trudaine envoie le projet de l'architecte et ingénieur des ponts et chaussées français Jean Hupeau qui a reçu l'agrément du Conseil du Roi, lui exprime le désir d'astreindre les constructeurs aux modèles du projet et préconise pour en avoir l'assurance, d'en confier l'exécution à un seul entrepreneur, « La Ville revendant les emplacements comme il a été fait pour la place Vendôme à Paris ».
Le chantier est réalisé par tranches successives et les lots sont attribués « par unité d'arcades » : 58 lots sont mis en vente (27 à l'Ouest, 31 à l'Est) correspondant à 199 arcades. Les lots peuvent comprendre 2, 3, 4, 5 ou 7 arcades.
La chaussée est pavée en 1760. En 1762, seul l'un des deux pavillons d'entrée prévu est réalisé. Les travaux sont interrompus pendant la guerre de Sept Ans et reprennent après le traité de Paris (1763) qui met fin au conflit

### XXesiècle

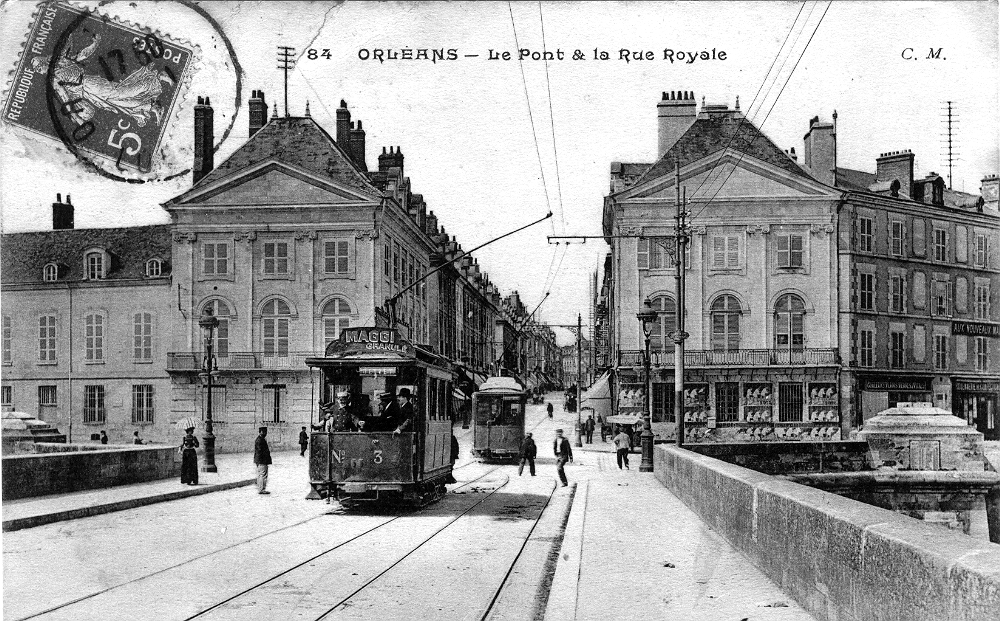
La Rue Royale sur une carte postale ancienne dans la première moitié du XXe siècle

En 1928, l'un des immeubles de la rue est détruit. Le service des Monuments historiques réagit et inscrit l'ensemble de la rue à son inventaire le 12 juillet 1928 sous le mandat de Théophile Chollet,.
Au cours de la Seconde Guerre mondiale, à la suite des bombardements de la Luftwaffe de juin 1940, environ la moitié de la rue est détruite.
Dès 1940, le plan de reconstruction est largement débattu. Deux idées s'opposent : reconstruire la rue à l'identique ou l'élargir pour faciliter la circulation automobile, la rue Royale étant alors empruntée par la route nationale 20.
Il faut attendre la fin de la Seconde Guerre mondiale pour trancher le débat. Le plan de reconstruction choisi respecte l'architecture d'origine. Les arcs en plein cintre sont rétablis. Certains magasins qui avaient empiété sur la galerie pour donner sur la voie sont repoussés. La chaussée est élargie grâce à la suppression des trottoirs. L'ensemble des logements sont reconstruits et non seulement ceux de la partie détruite pendant le conflit.
La nouvelle rue Royale est inaugurée le 24 mars 1965 sous le mandat de Roger Secrétain.

### XXIesiècle
La ligne A du tramway emprunte la rue Royale depuis la fin de l'année 2000.
Les trottoirs situés sous les arcades ainsi que l'éclairage sont rénovés en 2017 pour un coût estimé à 3 000 000 €,,.

## Bâtiments remarquables et lieux de mémoire

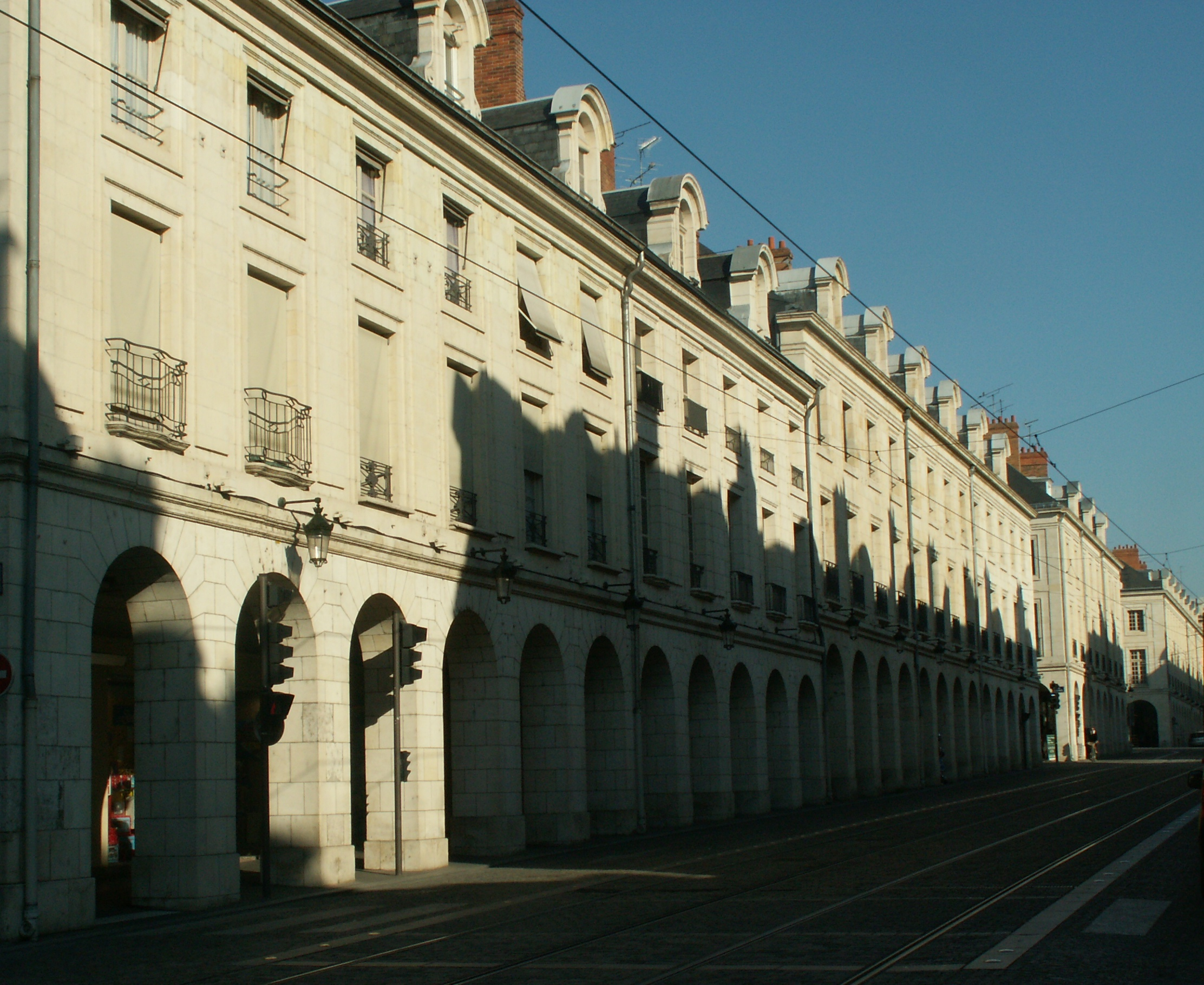
Façades du 21 au 51, rue Royale, Orléans

La rue Royale est bordée par des immeubles munis d'arcades.

### Culture
- La Baigneuse, une fontaine sculptée signée de l'artiste français Paul Belmondo est située à l'angle de la rue Royale et de la rue du Tabour depuis le 22 juillet 1955[10].

- Le peintre, dessinateur et archéologue français Ernest Pillon naît le 9 janvier 1803 au n°67 de la rue Royale[11]

### Commerces

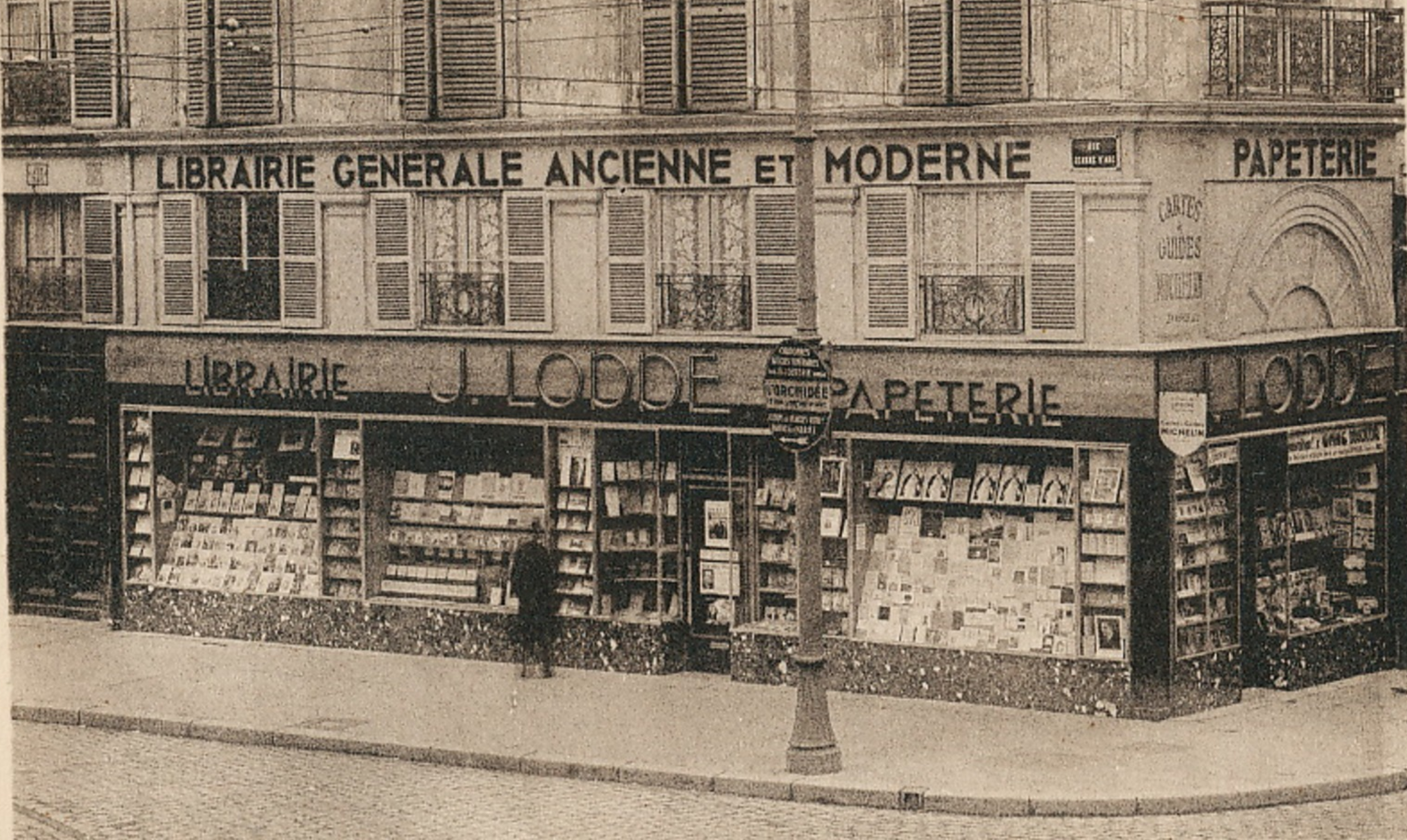
La librairie Loddé, à l'angle des rues Jeanne-d'Arc et Royale, sur une carte postale ancienne.

Parmi les commerces emblématiques de la rue, on peut citer :
- La Libraire Loddé, à l'angle de la Rue Royale et de la rue Jeanne-d'Arc, aujourd'hui située place de la République ;
- La Chocolaterie royale au 51[12] ;
- Le magasin de chaussures Bègues ;
- Le restaurant-brasserie La Chancellerie, à l'angle de la place du Martroi et de la rue Royale[13].